# Río Yaguas
Río Yaguas är ett vattendrag i Colombia, på gränsen till Peru. Det ligger i den södra delen av landet, 900 km sydost om huvudstaden Bogotá.